# Dmitri Anfimowitsch Schtscherbinowski

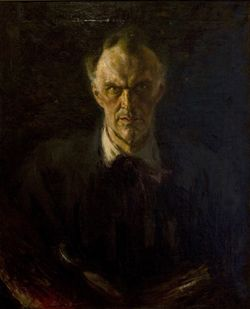
Dmitri Anfimowitsch Schtscherbinowski (Selbstporträt, Oblast-Kaluga-Kunstmuseum)

Dmitri Anfimowitsch Schtscherbinowski (russisch Дмитрий Анфимович Щербиновский; * 1. Januarjul. / 13. Januar 1867greg. in Petrowsk; † 27. November 1926 in Moskau) war ein russisch-sowjetischer Maler des Impressionismus.

## Leben
Der Kaufmannssohn Schtscherbinowski besuchte die Saratower Alexander-Maria-Realschule. Auf Drängen der Eltern begann er 1885 das Studium an der Kaiserlichen Universität Moskau in der Juristischen Fakultät. Daneben besuchte er ab 1989 die Zeichenabende Wassili Polenows, der ihm dringend eine weitere künstlerische Ausbildung empfahl. Nach dem Studiumsabschluss 1891 in Moskau studierte er in St. Petersburg an der Kaiserlichen Akademie der Künste in der Klasse Pawel Tschistjakows und dann im Atelier ilja Repins. Mit seinem Abschlussgemälde eines Zimmers von Anwälten während einer Pause erhielt Schtscherbinowski im November 1896 den Künstler-Titel und das Anrecht auf ein Auslandsstipendium der Akademie.
Ab 1898 studierte Schtscherbinowski in Paris an der Académie Julian bei Tony Robert-Fleury. Nach der Rückkehr 1900 nach St. Petersburg unterrichtete er im Studio der Fürstin Marija Tenischewa. Ab 1904 lehrte er zusammen mit Konstantin Perwuchin an der Kaiserlichen Zentralen Stroganow-Kunst-Gewerbe-Schule in Moskau. Einer der Schüler Schtscherbinowskis war Iwan Dubassow. Schtscherbinowski war Aussteller (ab 1914) und Mitglied (ab 1915) der Genossenschaft der künstlerischen Wanderausstellungen Peredwischniki. Er lehrte in den kostenlosen Pretschistenka-Arbeiterabendkursen, die auf Initiative Michail Duchowskois, Sergei Lewizkis und Karl Masings 1897 gegründet worden waren und bis 1919 existierten.
Nach der Oktoberrevolution lehrte Schtscherbinowski am Moskauer Kunstgewerbe-Technikum und an den Staatlichen Freien Künstlerischen Werkstätten. Er war Mitglied der Moskauer Künstlervereinigung Isograf und des Rats der Gewerkschaft der Künstler und Maler Moskaus. Er wurde von Repin, Igor Grabar und Alexander Labas sehr geschätzt.

## Ehrungen
- Russischer Orden der Heiligen Anna III. Klasse

## Werke

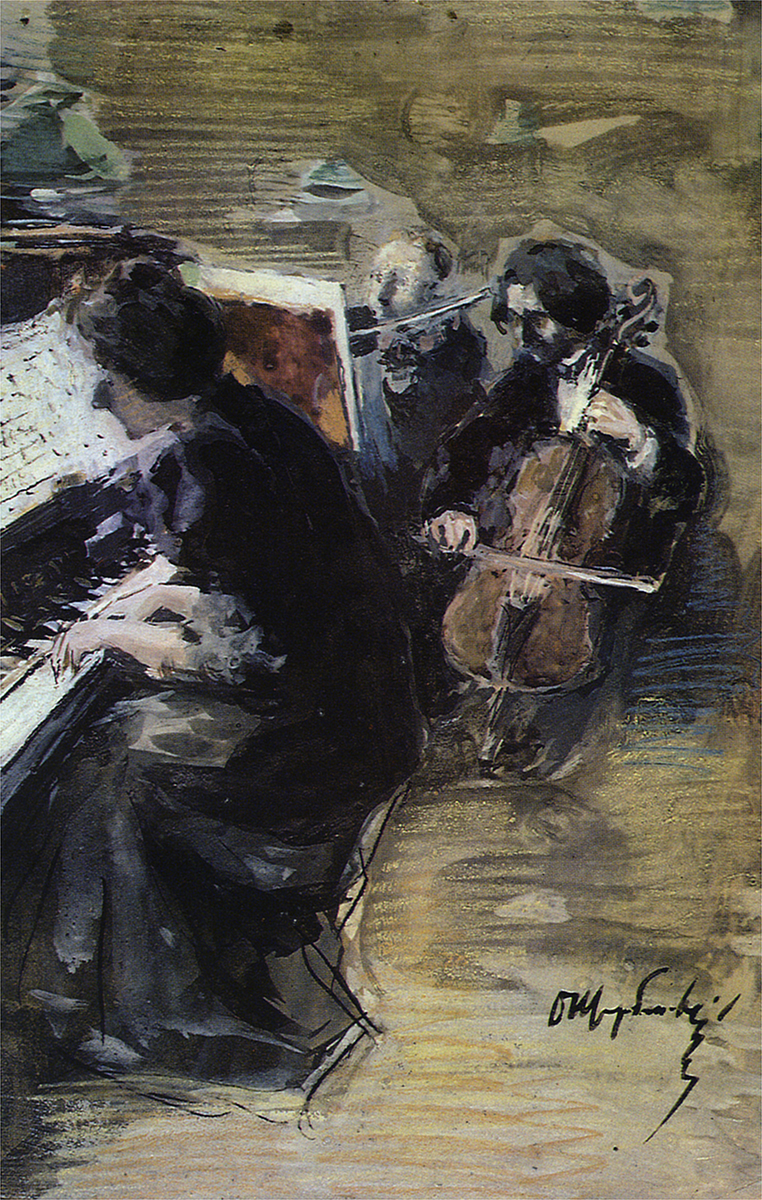
Trio (1894), Wrubel-Kunstmuseum Omsk
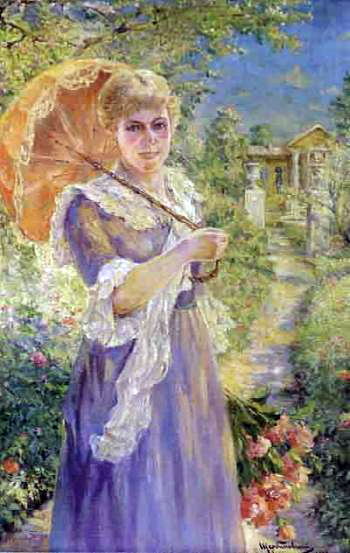
Dame mit Sonnenschirm (1899), Privatsammlung
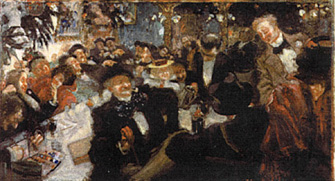
Café in Paris, Tschuwaschisches Kunstmuseum Tscheboksary
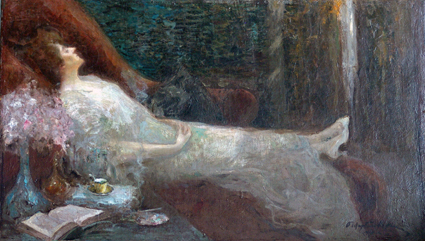
Schauspielerin Renée der Grand Opéra, Tschuwaschisches Kunstmuseum Tscheboksary
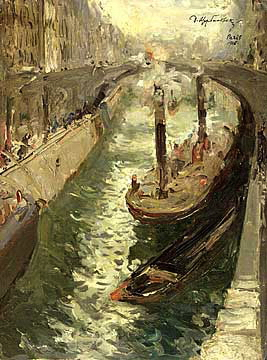
Kanal in Paris (1900), Kunstmuseum Lugansk
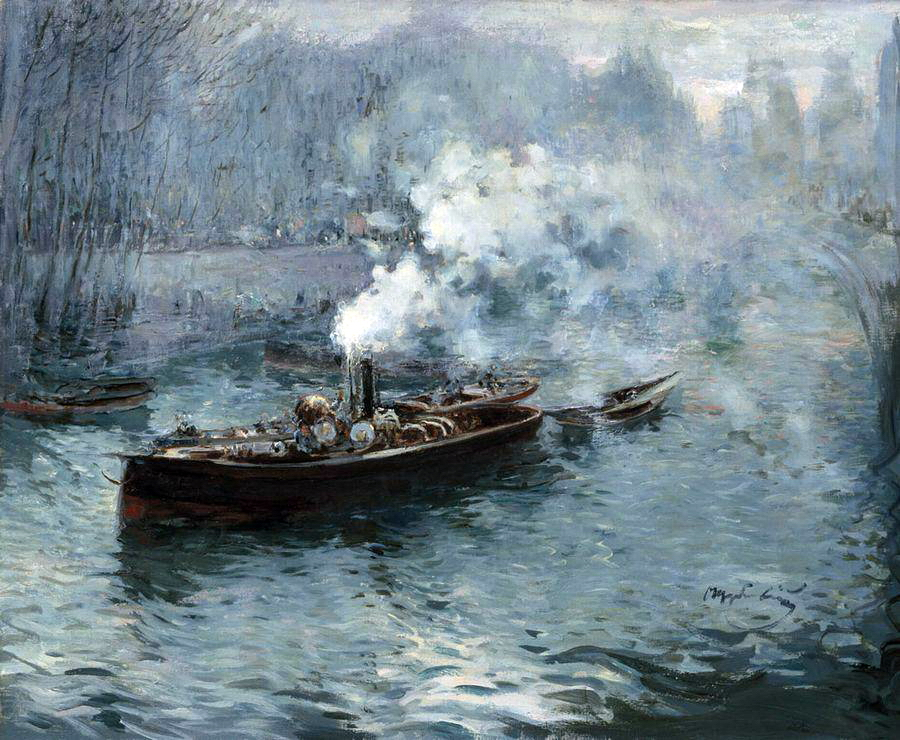
Dampfer (1902), Museum Rybinsk
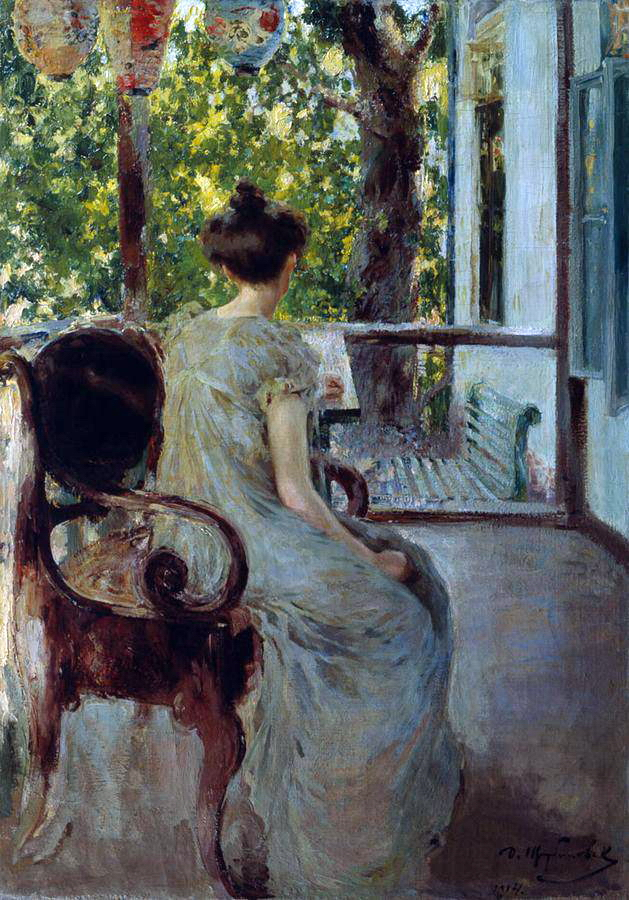
Empire (1904), Wrubel-Kunstmuseum Omsk
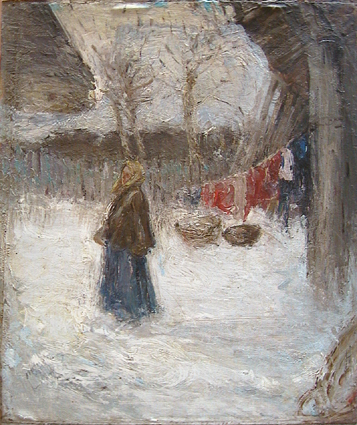
Wäsche und Wäscherin (1904), Tschuwaschisches Kunstmuseum Tscheboksary
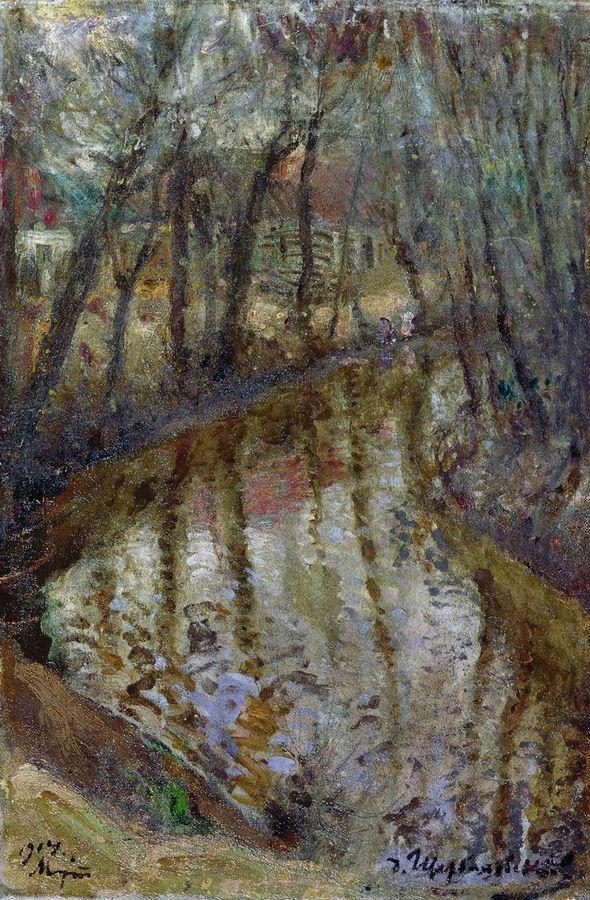
März (1914), Nationalgalerie der Republik Komi
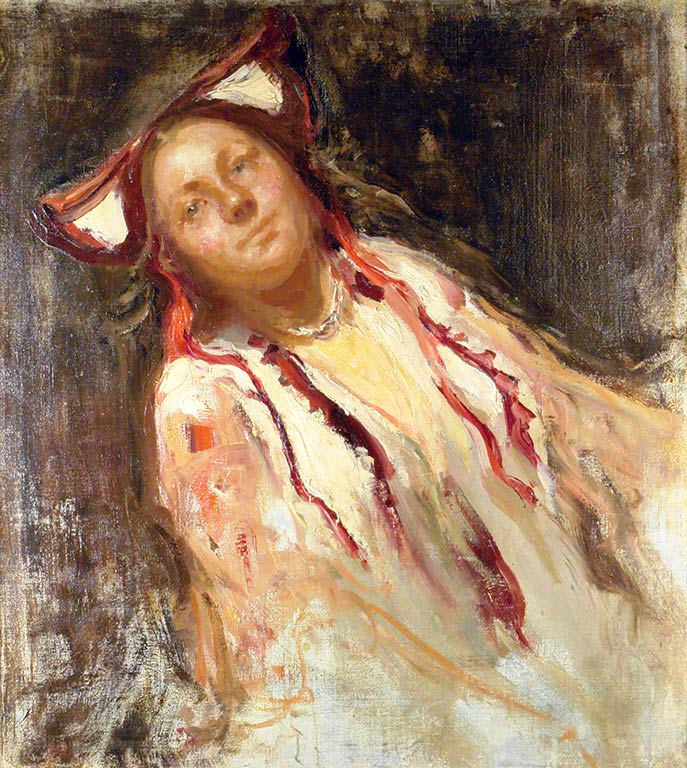
Bauernmädchen (1926), Oblast-Kaluga-Kunstmuseum